# Amerikansk knapbusk
Amerikansk knapbusk (Cephalanthus occidentalis) er en løvfældende busk med en tæt, halvkugleformet vækst. Blomsterne dufter svagt men meget behageligt.

## Beskrivelse
Barken er først gulgrøn og glat med store, lyse korkporer. Senere bliver den lysebrun og lidt furet. Knopperne er modsatte (eller kransstillede), lysegrønne og forholdsvist små. Bladene er elliptiske og helrandede med en kort spids. Oversiden er græsgrøn og blank, mens undersiden er mat lysegrøn. 
Blomstringen sker i juli-september, og den består af en stor mængde kugleformede blomsterstande, som sidder på lange stilke i bladhjørnerne. De enkelte blomster er ret små og hvide eller svagt lyserøde. Frøene modner kun sjældent her i landet.
Rodnettet er fint forgrenet og højtliggende. 
Højde x bredde og årlig tilvækst: 2 x 2,5 (25 x 30 cm/år). 

## Hjemsted
Amerikansk knapbusk hører hjemme i det østlige USA og Canada, hvor den gror som underskov i de blandede løv- og nåletræsskove på fugtigt eller ligefrem våd bund. 
I området omkring Roosevelt i New Jersey, USA, findes arten i skove og som pionertræ sammen med bl.a. Konvalbusk, robinie, tulipantræ, amerikansk bøg, amerikansk nældetræ, amerikansk platan, amerikansk vin, blyantene, brunfrugtet surbær, glansbladet hæg, hvid ask, hvid hickory, klatrevildvin, koralsumak, pennsylvansk vokspors, rødløn, skovtupelotræ, sukkerbirk, sumpeg, sumprose, virginsk ambratræ, virginsk troldnød, virginsk vinterbær, weymouthfyr og østamerikansk hemlock
| Portal | Portal:Botanik |